# NGC 1419
NGC 1419 је елиптична галаксија у сазвежђу Еридан која се налази на NGC листи објеката дубоког неба.
Деклинација објекта је - 37° 30' 40" а ректасцензија 3h 40m 42,0s. Привидна величина (магнитуда) објекта NGC 1419 износи 12,5 а фотографска магнитуда 13,5. Налази се на удаљености од 20,192 милиона парсека од Сунца. NGC 1419 је још познат и под ознакама ESO 301-23, MCG -6-9-17, AM 0338-374, FCC 249, PGC 13534.